# Código de Direito Canônico de 1917

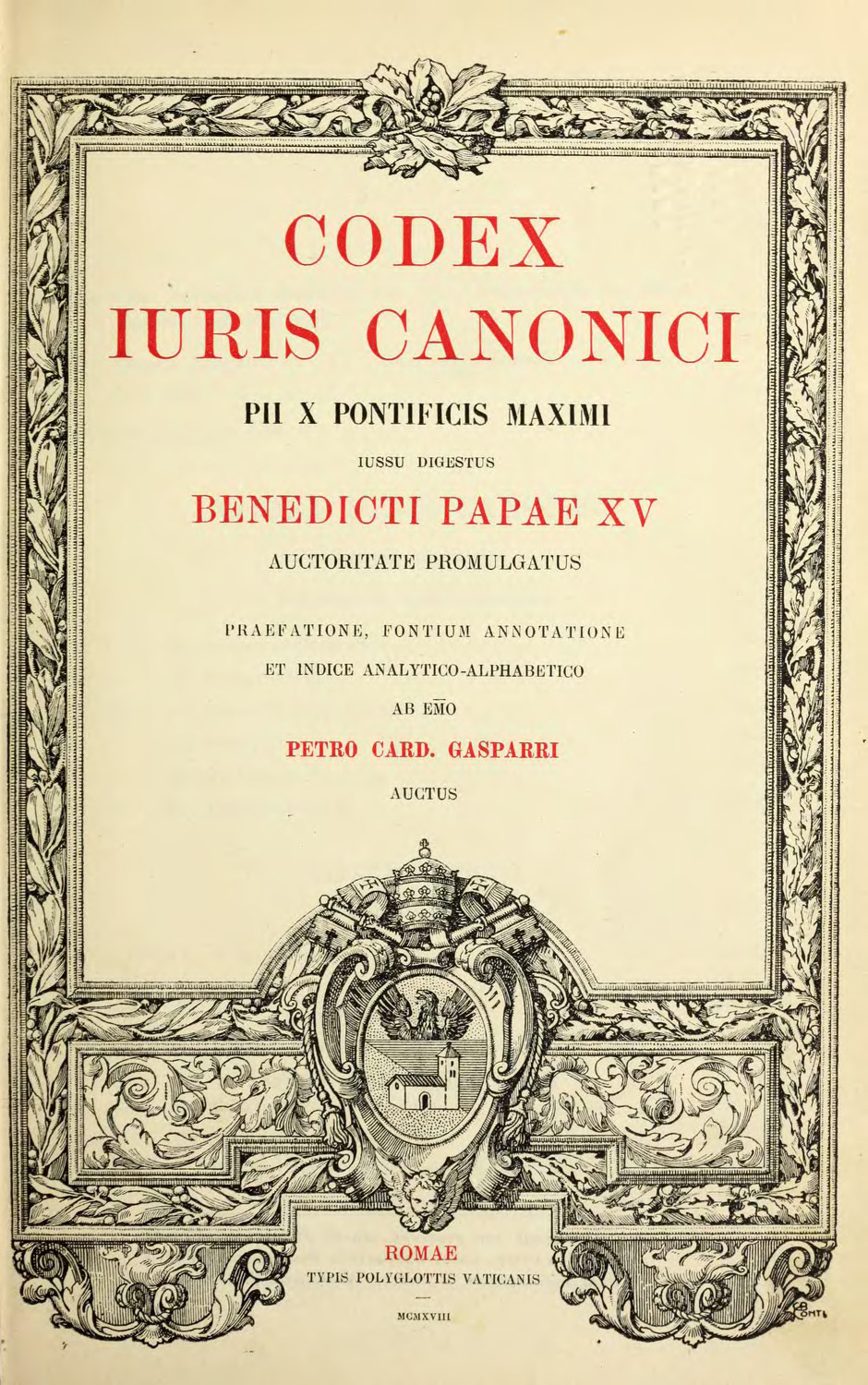
Página de título da edição de 1918 do CIC de 1917

O Código de Direito Canônico de 1917 (abreviado como CIC de 1917, de seu título latino Codex Iuris Canonici), também conhecido como Código Pio-Beneditino, é a primeira codificação oficial abrangente do direito canônico latino.
Encomendado pelo Papa Pio X em 1904 e executado pela Comissão para a Codificação do Direito Canônico, liderada pelo Cardeal Pietro Gasparri, o trabalho para produzir o código foi concluído e promulgado pelo Papa Bento XV em 27 de maio de 1917, entrando em vigor em 19 de maio de 1918. O Código de Direito Canônico de 1917 foi descrito como "a maior revolução no direito canônico desde a época de Graciano" (década de 1150 d.C.).
O Código de Direito Canônico de 1917 era composto por leis chamadas cânones, das quais havia 2.414. Permaneceu em vigor até que o Código de Direito Canónico de 1983 entrou em vigor e o revogou em 27 de novembro de 1983.

## História

### Antecedentes
As tentativas papais de codificação da massa dispersa do direito canônico abrangeram os oito séculos desde que Graciano produziu o seu Decretum c. 1150. Os cinco livros do Decretales Gregorii IX e do Liber Sextus de Bonifácio VIII foram publicados posteriormente.

### Razões para codificação

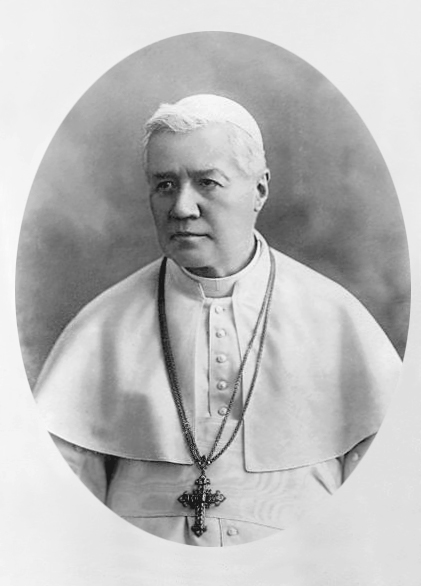
Papa Pio X, que ordenou a codificação do direito canônico em 1904

Desde o encerramento do Corpus Iuris, inúmeras novas leis e decretos foram emitidas por papas, concílios e congregações romanas. Nenhuma coleção completa deles havia sido publicada e eles permaneceram espalhados pelos pesados volumes da Bullaria, da Acta Sanctae Sedis e outras compilações semelhantes, que eram acessíveis apenas a alguns e aos próprios canonistas profissionais e formavam uma massa difícil de manejar de material jurídico. Além disso, não poucas ordenanças, incluídas no "Corpus Iuris" ou de data mais recente, pareciam ser contraditórias; algumas haviam sido formalmente revogadas, outras haviam se tornado obsoletas por longo desuso; outras, ainda, haviam deixado de ser úteis ou aplicáveis na condição atual da sociedade. Grande confusão foi assim gerada e o conhecimento correto da lei tornou-se muito difícil, mesmo para aqueles que tinham de aplicá-la.
Já no Concílio de Trento se tinha manifestado, em nome do Rei de Portugal, o desejo de que fosse nomeada uma comissão de doutores teólogos para fazer um estudo aprofundado das constituições canônicas vinculativas sob pena de pecado mortal, definir o seu significado exato, verificar se a sua obrigação não deveria ser restringida em certos casos e determinar claramente até que ponto deveriam ser mantidas e observadas.
Em resposta ao pedido dos bispos no Concílio Vaticano I, em 14 de maio de 1904, com o motu proprio Arduum sane munus ("Uma tarefa verdadeiramente árdua"), o Papa Pio X criou uma comissão para começar a reduzir esses diversos documentos em um único código, apresentando a parte normativa na forma de cânones sistemáticos curtos, desprovidos das considerações preliminares.

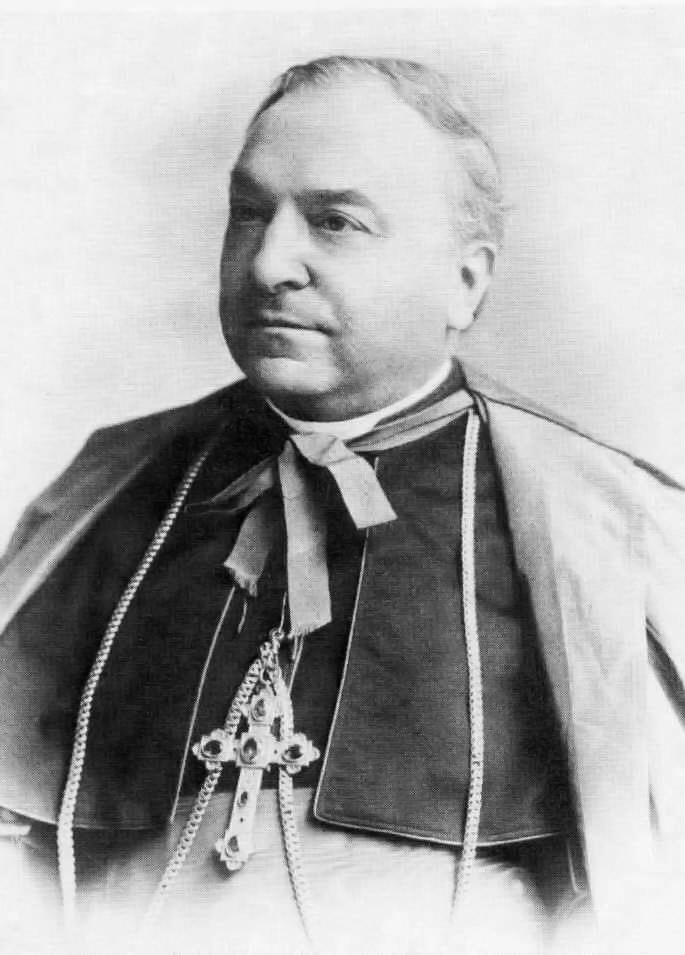
Pietro Cardinal Gasparri, idealizador do Código de 1917

### Processo de codificação
Além dos especialistas em direito canônico trazidos a Roma para servir na comissão de codificação, todos os bispos e superiores gerais das ordens religiosas da Igreja Latina eram consultados periodicamente por meio de cartas. Cada bispo latino tinha o direito de manter permanentemente um representante em Roma para lhe dar voz nas reuniões da comissão de codificação.
No inverno de 1912, "todo o período do código" foi concluído, de modo que um texto provisório foi impresso. O texto de 1912 foi enviado a todos os bispos e superiores gerais latinos para seus comentários, e as anotações que eles enviaram de volta à comissão de codificação foram posteriormente impressas e distribuídas a todos os membros da comissão, para que os membros pudessem considerar cuidadosamente as sugestões.
Sob a égide do Cardeal Pietro Gasparri, com a ajuda de Eugenio Pacelli (que mais tarde se tornou Papa Pio XII), a Comissão para a Codificação do Direito Canônico completou o seu trabalho sob Bento XV, que promulgou o Código que entrou em vigor em 1918. A obra, iniciada por Pio X e promulgada por Bento XV, é por vezes chamada de "Código Pio-Beneditino".

### Período de execução

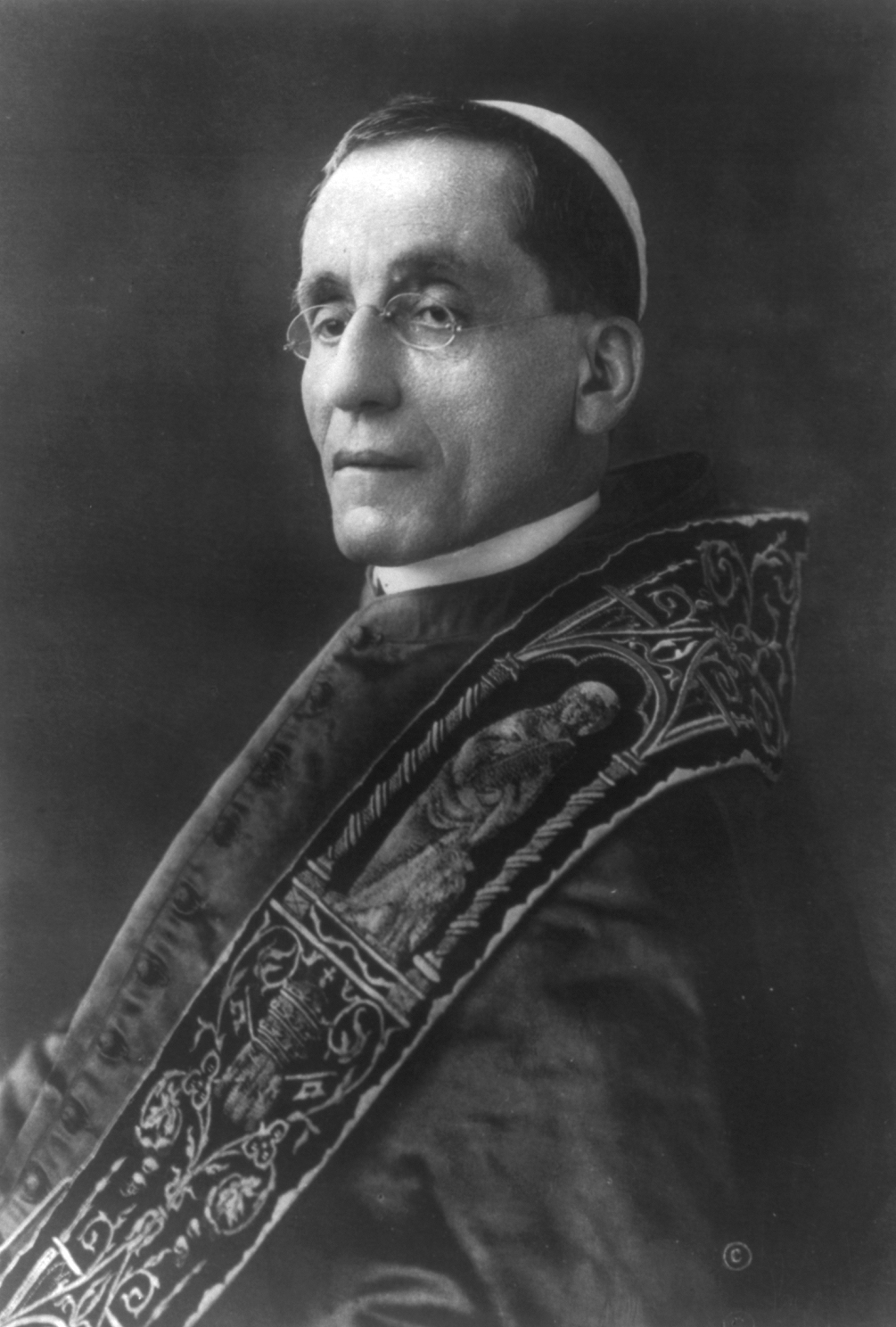
Papa Bento XV, que promulgou o Código de 1917

O novo código foi concluído em 1916. O código foi promulgado em 27 de maio de 1917, Domingo de Pentecostes, como o Código de Direito Canônico (em latim: Codex Iuris Canonici) pela constituição apostólica Providentissima Mater Ecclesia do Papa Bento XV. Bento XV definiu o dia 19 de maio de 1918  como data de entrada em vigor.
Em 15 de setembro de 1917, pelo motu proprio Cum Iuris Canonici, o Papa Bento XV previu a criação de uma Comissão Pontifícia encarregada de interpretar o código e fazer as modificações necessárias à medida que a legislação posterior fosse emitida. Novas leis seriam anexadas aos cânones existentes em novos parágrafos ou inseridas entre os cânones, repetindo o número do cânone anterior e adicionando bis, ter, etc. (por exemplo, "cânone 1567 bis" no estilo da lei civil) para não subverter a ordenação do código, ou o texto existente de um cânone seria completamente suplantado. A numeração dos cânones não deveria ser alterada.
Na maior parte, aplicava-se apenas à Igreja Latina, exceto quando "trata de coisas que, por sua natureza, se aplicam à Oriental".
O texto latino do Código de 1917 permaneceu inalterado durante os primeiros 30 anos da sua promulgação, quando o Papa Pio XII emitiu um motu proprio de 1 de agosto de 1948 que alterou o cânone 1099 do código, uma revisão que entrou em vigor em 1 de janeiro de 1949.
O Código de 1917 esteve em vigor até que o cânone 6 §1 1° do Código de Direito Canônico de 1983 entrou em vigor legal — revogando-o assim — em 27 de novembro de 1983.

### Decretos
Em 15 de setembro de 1917, logo após promulgar o código de 1917, Bento XV promulgou o motu proprio Cum Iuris Canonici, que proibia as Congregações Romanas de emitir novos decretos gerais, a menos que fosse necessário fazê-lo, e somente após consultar a Pontifícia Comissão encarregada de alterar o código. As congregações deveriam, em vez disso, emitir instruções sobre os cânones do código e deixar claro que estavam elucidando cânones específicos do código. Isso foi feito para não tornar o código obsoleto logo após sua promulgação. O Código de 1917 foi muito raramente alterado, e mesmo assim apenas ligeiramente.

## Estrutura

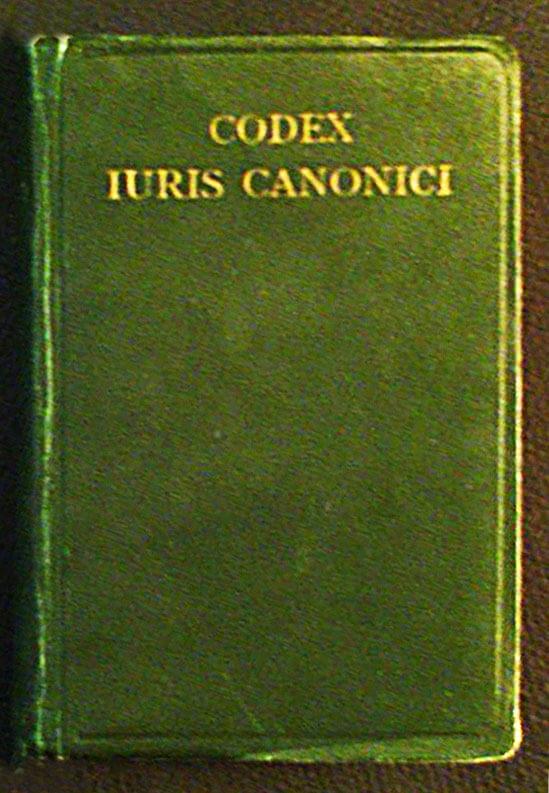
Capa dura do Código de Direito Canônico de 1917

O Código de 1917 apresenta o direito canónico em cinco grupos:
1. os princípios gerais do direito;
2. o direito das pessoas (clero, religiosos e leigos);
3. de rebus (incluindo "coisas" como os sacramentos, lugares e tempos sagrados, adoração divina, o magistério, benefícios e bens temporais);
4. procedimentos;
5. crimes e punições.

A organização do Código de 1917 seguiu as divisões ( Personae, Res, Actiones ) dos antigos juristas romanos Caio e Justiniano . O código não seguiu as divisões canônicas clássicas ( Iudex, Iudicium, Clerus, Sponsalia, Crimen ). 

## Críticas
Durante os 65 anos de sua vigência, uma tradução completa do Código de 1917 do seu latim original nunca foi publicada. As traduções foram proibidas, em parte para garantir que as disputas interpretativas entre estudiosos e canonistas sobre esse novo tipo de código fossem resolvidas em latim e não em uma das muitas línguas usadas na erudição. Existe mais material de pesquisa em língua inglesa relacionado ao Código de 1917 do que em qualquer outra língua, exceto o latim.
O livro De rebus ('Sobre as coisas') foi alvo de muitas críticas devido à inclusão de assuntos sobrenaturais, como sacramentos e adoração divina, na categoria "coisas" e devido à sua fusão de assuntos díspares. Alguns argumentaram que esta era uma redução legalista do mistério sacramental.
O Código de Direito Canônico de 1917 permitiu que os responsáveis pelos assuntos financeiros da Igreja a nível paroquial e diocesano investissem em títulos remunerados "à taxa de juro legal (a menos que seja evidente que a taxa legal é exorbitante), ou mesmo a uma taxa mais elevada, desde que haja uma razão justa e proporcional".  

## Links externos
- Codex Iuris Canonici (1917), texto original em latim
- Codex Iuris Canonici (1917) em tradução francesa
- Providentissima Mater Ecclesia (site do Vaticano, em italiano) ( versão em inglês no The Catholic Columbian, p. 3 )
- Página mestra sobre o Código Pio-Benedictino de 1917, CanonLaw.info (site do Dr. Edward N. Peters, JCD )